# Olivier II de Clisson
Pour les articles homonymes, voir Olivier (homonymie) et Clisson (homonymie).
Olivier II de Clisson dit le Jeune (né vers 1236 et mort vers 1307). Il est le fils d'Olivier Ier de Clisson mort en 1262

## Biographie
Son père fit la guerre contre le duc de Bretagne, Jean Ier le Roux. Ce dernier obligea Olivier Ier à capituler, et daignant même ne pas traiter avec le vaincu, préféra s'adresser à son fils Olivier le Jeune. Il obligea celui-ci à lui verser une indemnité de quatre mille livres, et déclara qu'il ne recevrait aucune réclamation pour le «castel abattu».
L'on peut se demander quel est ce château que le duc Jean fit détruire dans cette guerre avec Olivier le Vieil. Le château de Clisson en ces temps n'était pas d'une grande importance. Pour avoir raison du seigneur, et lui enlever par la suite tout moyen de défense, le duc avait dû plutôt s'attaquer à l'autre possession d'Olivier Ier, le château de Blain.

Le château de Blain n'avait pas été détruit en son entier, mais seulement certaines constructions. Olivier le Jeune obtint-il la permission du duc pour faire les réparations nécessaires ? Quoi qu'il en soit, il entreprit ce travail avec ardeur afin de rendre à la forteresse son importance première, et de la mettre en état de soutenir au plus tôt les attaques de ses ennemis éventuels. C'est lui qui fit reconstruire la tour du pont-levis, les tours de la prison et ses deux courtines, le beffroi, et les bâtiments du Petit Château.
Il a les enfants suivants :
- Olivier III de Clisson.